# Queens Plaza (stacja metra)
Queens Plaza – stacja metra nowojorskiego, na linii E, M i R. Znajduje się w dzielnicy Queens, w Nowym Jorku i zlokalizowana jest pomiędzy stacjami 36th Street i Court Square – 23rd Street. Została otwarta 19 sierpnia 1933.